# Кудайбергенов, Жексембек Ембергенович
Жексембек (Джексембек) Ембергенович Кудайбергенов (2 мая 1918 года — 12 марта 1996 года) — советский и казахский сельскохозяйственный и государственный деятель, Герой Социалистического Труда (1950).

## Биография
Родился 2 мая 1918 года в селе Кольбай Лепсинского уезда Семиреченской области Туркестанской АССР (ныне Алакольского района Алматинской области Казахстана). Рано оставшись без родителей, своё детство провёл в детском доме, а затем в интернате. После окончания средней школы в разное время работал пионервожатым, учителем в начальной школе, управделами в райкоме комсомола.
В 1940 году был призван в Красную Армию. Службу проходил в 14-й батарее 1799-го зенитно-артиллерийского полка 50-й зенитной артиллерийской дивизии войск ПВО Московского военного округа.
В июне 1941 года, когда началась Великая Отечественная война, он служил в звании младшего сержанта и был заместителем командира зенитного орудия, а затем стал командиром. В тяжёлых боях полк, в котором он служил, смог удержать свои позиции и не допустить врага к столице СССР городу Москве. Во время бомбёжек линии обороны Москвы получил серьёзные ранения. Несмотря на это, остался в строю и продолжил службу. Проводил среди бойцов политико-воспитательную работу. В 1944 году был принят в ряды ВКП(б). За отличную службу получил повышение в звании и правительственные награды. Завершил службу в 1946 году в звании старшего лейтенанта и вернулся на родину в Казахстан.
После войны необходимо было поднимать народное хозяйство страны, и по направлению райкома партии Жексембек Ембергенович пошёл работать в Алма-Атинский табаководческий совхоз Талгарского района, был назначен бригадиром полеводческой бригады. В те года страна остро нуждалась в валютном финансировании для народного хозяйства и одним из доходных источников получения валюты была продажа табака на экспорт. Коллектив его бригады трудился с большим энтузиазмом, применяя лучшие на тот момент технологии выращивания и заготовления табака-сырца. За неоднократное получение рекордно высоких урожаев табака в 1949 году был награждён орденом Трудового Красного Знамени.
В 1949 году бригада, возглавляемая Ж. Кудайбергеновым, получила урожай табака сорта «Трапезонд» 28,9 центнера с гектара на площади 18 гектаров. Указом Президиума Верховного Совета СССР от 6 октября 1950 года за получение высоких урожаев табака при выполнении совхозом плана сдачи государству сельскохозяйственных продуктов в 1949 году и обеспеченности семенами всех культур в размере полной потребности для весеннего сева 1950 года Кудайбергенову Джексембеку присвоено звание Героя Социалистического Труда с вручением ордена Ленина и золотой медали «Серп и Молот».
Вскоре Жексембек Кудайбергенов был выдвинут на руководящую работу. В течение 5 лет работал председателем Панфиловского сельского Совета депутатов трудящихся и заместителем председателя Талгарского городского Совета депутатов трудящихся. В 1956 году был избран на должность председателя Николаевского сельского Совета депутатов трудящихся. В этой должности он проработал 33 года.
В те годы в селе Николаевка (ныне Жетыген) в Илийском районе Алма-Атинской области Казахской ССР, проживало 2—3 тысячи человек. Люди трудились в колхозе «Рассвет» на станции Николаевка, где были две начальные и одна средняя школы, фельдшерский пункт. Экономика страны развивалась высокими темпами, вместе с этим улучшилась жизнь людей. В селе стали создаваться новые предприятия и организации. Была создана геологическая экспедиция, а затем и золоторудная. Началось строительство геологического посёлка, торговых центров, кинотеатра, больничного комплекса, двух школ, дома быта. Созданы предприятия: завод АЗНДО, Мехколонна-50, три строительные организации, Прибалхашский мехлесхоз. Уже через 15—20 лет на территории сельского совета проживало более 18 тысяч человек. В честь трудовых заслуг и в память о Герое Социалистического Труда Центральная улица, на которой стоял его дом, названа именем Жексембека Кудайбергенова.
1 сентября 2017 года в средней школе № 11 села Жетыген созданы два кадетских класса, которые носят имя Героя.
Жексембек Кудайбергенов вместе с супругой Майсарой воспитали четверых сыновей.

## Награды
- золотая медаль «Серп и Молот»,
- орден Ленина,
- орден Отечественной войны 2-й степени,
- орден Трудового Красного Знамени,
- орден «Знак Почёта»,
- медали «За оборону Москвы», «За победу над Германией в Великой Отечественной войне 1941—1945 гг.», «Двадцать лет Победы в Великой Отечественной войне 1941—1945 гг.», «За освоение целинных земель» и другие медали СССР.